# Qaem-Schahr
Qaem-Schahr (persisch قائم شهر Qaemschahr, DMG Qāʾem-Šahr) ist eine Stadt in Iran am nördlichen Rand des Elbursgebirges. Sie gehört zur Provinz Māzandarān und hatte im Jahr 2012 hochgerechnet über 193.000 Einwohner.
Die Stadt liegt 23 km von der Provinzhauptstadt Sari entfernt und 237 km nordöstlich von Teheran. Sie ist mit diesen Städten durch eine Autobahn sowie der Eisenbahn verbunden.
Die Stadt wechselte im 20. Jahrhundert zweimal ihren Namen: Sie wurde in den 1930er Jahren als Zielort der ersten nördlichen Bauetappe der Transiranischen Eisenbahn als Aliabad bekannt. Unter der Regierung der Pahlavi-Dynastie wurde der Name dann in Schahi geändert und mit der Revolution von 1979 erfolgte schließlich die Umbenennung in „Stadt des Qaem“.